# 埃斯特斯山
埃斯特斯山（英語：Mount Estes），是南極洲的山峰，位於羅斯群島的布萊克島南部，處於奧羅拉山以南5公里，海拔高度600米，現時由南極條約體系管理。